# يان ماكليستر
يان ماكليستر (بالإنجليزية: Ian McAllister)‏ (8 فبراير 1960 في المملكة المتحدة - ) هو مدرب كرة قدم ولاعب كرة قدم بريطاني في مركز الدفاع. لعب مع نادي آير يونايتد.